# Липопротеини с ниска плътност
Липопротеини с ниска плътност (ЛПНП, ЛНП, на английски: Low density lipoprotein, LDL) се наричат най-атерогененният клас липопротеини в кръвта. ЛПНП се образуват от липопротеини с много ниска плътност (ЛПМНП) по време на липолиза. LDL пренасят в организма холестерол, триглицериди, каротиноиди, витамин Е и някои други липофилни компоненти. Тези липопротеини са едни от основните носители на холестерол в кръвта. Техните повишени нива могат да причинят мастни отлагания в стените на кръвоносните съдове (обикновено в артериите). Затова се наричат още „лоши“ нискомолекулни липопротеини или „лош холестерол“ поради връзката му с риска от атеросклероза.
Частицата на ЛПНП съдържа една молекула аполипопротеин B-100 (апоB-100) като белтъчен компонент, който стабилизира структурата на частиците и е лиганд за ЛПНП-рецептора (LDL-R). Размерите на ЛПНП варират от 18 до 26 nm. .

## Образуване
ЛПНП се образуват от ЛПМНП в процеса на хидролизиране на последните под действието отначало на липопротеинлипази, а след това на чернодробната липаза. При това относителното съдържание на триглицеридите в частицата забележително пада, а холестеролът расте. По този начин ЛПНП е завършен етап на обмена на ендогенни (синтезирани в черния дроб) липиди в организма.

## Роля в патологията
ЛПНП пренасят в организма холестерол, и тяхното повишено ниво може да причини мастни натрупвания в стените на кръвоносните съдове (обикновено в артериите). Нивото на LDL холестерола е свързано с висок риск от атеросклероза и нейните прояви като инфаркт на миокарда, инсулт и периферна артериална оклузия. Поради тази причина ЛПНП (LDL) холестеролът често се нарича „лош холестерол“, за разлика от ЛПВП (HDL) „добър холестерол“. Трябва да се отбележи, че малкият LDL холестерол е по-атерогенен от по-големия.
Наследствена форма на заболяването с високо ниво на ЛПНП е наследствената хиперхолестеролемия или хиперлипопротеинемия II тип (различават се типове IIa и IIb, класификация на Фредриксон-Леви-Лис).

## Поглъщане от клетките
Ако клетката се нуждае от холестерол, тя синтезира ЛПНП-рецептори, които след синтеза се транспортират до клетъчната мембрана. В клетъчната мембрана LDL рецепторите се намират в кавеоли, съдържащи клатрин. ЛПНП, циркулиращи в кръвта, се свързват с тези трансмембранни рецептори и се ендоцитират от клетката. След поглъщаенето ЛПНП се доставя до ендозомите и след това до лизозомите, където естерите на холестерола се хидролизират и холестеролът навлиза в клетката.

## Препоръчителни концентрации
Препоръчителни рамки за нивото на ЛПНП са разработени от Американската сърдечна асоциация, Националните здравни институти и NCEP през 2003 г.
| Ниво мг/дл   | Ниво ммол/л      | Интерпретация |
| ------------ | ---------------- | --- |
| < 70 < 100 . | < 1,81 < 2,586 . | Идеално ниво за лица с висок риск от сърдечно-съдови заболявания. Идеално ниво за здрави хора. Понижен риск от ИБС, но рядко се постигат при възрастни. |
| 100 – 129    | 2,586 – 3,362    | Добро ниво. |
| 130 – 159    | 3,362 – 4,138    | Средно ниво. |
| 160 – 189    | 4,138 – 4,9      | Високо ниво. Препоръчително е да се използва диета за понижаване под 3,362 mmol/L, което може да доведе до депресивни разстройства, повишен риск от инфекциозни и онкологични заболявания. Ако високото ниво се запази продължително време, се препоръчва да се обмисли лекарствена терапия. . |
| > 190        | > 4,9            | Много високо ниво, висок риск от ИБС. Наложителна е терапия с лекарства. |

За хора с висок риск от сърдечно-съдови заболявания може да бъдат намалени числата на всички нива. Концентрациите са само препоръчителни и са разработени на основата на понижената смъртност от сърдечно-съдови заболявания (по-малко от 2 – 3 % на година или 20 – 30 % за 10 г.) на ограничен избор на лица с такова ниво на ЛПНП. Някои индивиди и цели групи хора могат да имат много високи концентрации на LDL, които не са свързани с никакъв риск. Според ред нови изследвания влиянието на „лошите“ нискомолекулни липопротеини върху сърдечно-съдовите заболявания е спорно. 
Факторите, които повишават нивото на „лошия“ холестерол, включват: тютюнопушене; наднормено тегло или затлъстяване, преяждане; хиподинамия или недостатъчна физическа активност; нездравословна диета с високо съдържание на транс-мазнини (съдържащи се в частично хидрогенирани мазнини), високо съдържание на въглехидрати в храната (особено лесно смилаеми, като сладкиши и сладкарски изделия), недостатъчно фибри и пектини, липотропни фактори, полиненаситени мастни киселини, микроелементи и витамини; стагнация на жлъчката в черния дроб с различни нарушения в работата на този орган (също води до холелитиаза) – възниква при злоупотреба с алкохол, някои вирусни заболявания, прием на някои лекарства; някои ендокринни нарушения – захарен диабет, хиперсекреция на инсулин, хиперсекреция на хормони на надбъбречната кора, дефицит на тиреоидни хормони, полови хормони.
Повишено ниво на „лош холестерол“ може да се наблюдава и при някои заболявания на черния дроб и бъбреците, придружени от нарушение на биосинтеза на „правилните“ липопротеини в тези органи. Той може да бъде и наследствен, наследен поради някои форми на така наречената „фамилна дислипопротеинемия“. В тези случаи пациентите обикновено се нуждаят от специална лекарствена терапия.
Факторите, които понижават нивото на „лошия холестерол“, включват физическо възпитание, спорт и като цяло редовна физическа активност, спиране на тютюнопушенето и консумация на алкохол, храна, съдържаща малко наситени животински мазнини и лесно смилаеми въглехидрати, но богата на фибри, полиненаситени мастни киселини, липотропни фактори (метионин, холин, лецитин), витамини и микроелементи.

## Начини за нормализиране на нивата на ЛПНП
В комплексната терапия, насочена към намаляване на концентрацията на LDL, има лекарствени и нелекарствени методи.

### Нелекарствени методи за намаляване на ЛПНП
За понижаването на концентрацията на LDL допринасят намаляването на приема на калории, диета с ниско съдържание на животински мазнини, лесно смилаеми въглехидрати . Лекарите препоръчват отказ от пържени храни, злоупотреба с алкохол (повече от 24 g по отношение на чист алкохол на ден) , цигари . Препоръчително е да се включат в диетата храни, съдържащи полиненаситени мастни киселини (Омега-3), пресни зеленчуци, плодове, билки, бобови растения. Също така се препоръчват редовни упражнения, трябва да се избягва стресът и да се поддържа оптимално телесно тегло.
По мнение на специалистите, лечението на нарушенията на липидния метаболизъм във всеки случай трябва да започне с премахване на рисковите фактори и назначаване на диета за понижаване на холестерола. В същото време е възможно диетата да се разглежда като монотерапия само ако пациентът е готов да я спазва през целия си живот. 

### Лекарствени методи за понижаване на ЛПНП
В медицината се използват пет основни класа лекарства за коригиране на нарушенията на липидния метаболизъм:
- Инхибитори на метилглутарил-СоА редуктаза („статини“): симвастатин, ловастатин, правастатин, флувастатин, аторвастатин, церивастатин, розувастатин, питавастатин.
- Фибрати: клофибрат, безафибрат, алуминиев клофибрат, гемфиброзил, фенофибрат, симфибрат, ронифибрат, ципрофибрат, етофибрат, клофибрид.
- Вещества, които усилват секрецията на жлъчните киселини: холестирамин, холестипол, колекстран, колесевелам.
- Ниацин и производни на никотинова киселина: ницеритрол, ниацин (никотинова киселина), никофураноза, алуминиев никотинат, никотинов спирт (пиридилкарбинол), аципимокс.
- Други понижаващи липидите лекарства и фитопрепарати: екстракти от пълзящ трибулус, декстротироксин, пробукол, тиаденол, бенфлуорекс, меглутол, омега-3 мастни киселини, магнезиев пиридоксал 5-фосфат глутамат, езетимиб, поликозанол [6][7][8][9].

Показанието за медикаментозна терапия е неефективността на немедикаментозната терапия (диета) в рамките на три месеца. В същото време употребата на лекарства за понижаване на липидите не означава отказ от диетата. Напротив, всяка лекарствена терапия за нарушения на липидния метаболизъм ще бъде ефективна само ако се спазва диетата.